# Vjazma
Vjazma (russisk: Вязьма, tr. Vjazma) er en flod i Smolensk oblast i Rusland. Den er en venstre biflod til Dnepr. Floden er 147 km lang og med et afvandingsareal på 1.350 km².
I oldtiden var Vjazma en del af handelsruten, der sammenknyttede de øvre dele af Volga, Oka og Dnepr over træksteder. Ved floden ligger byen Vjazma, der har sit navn efter floden.